# Acuerdo croato-húngaro (1868)
El acuerdo croata-húngaro (en croata: Hrvatsko-ugarska nagodba, en húngaro: Horvát–magyar kiegyezés, en alemán: Kroatisch-Ungarischer Ausgleich) fue un pacto firmado en 1868 que definió la situación política de Croacia en el seno de la Hungría austrohúngara. Estuvo vigente hasta el final de la Primera Guerra Mundial, cuando el Parlamento croata, como representante de la soberanía histórica de Croacia, decidió el 29 de octubre de 1918 poner fin a todos los vínculos estatales y legales con la antigua Austria-Hungría.

## Antecedentes

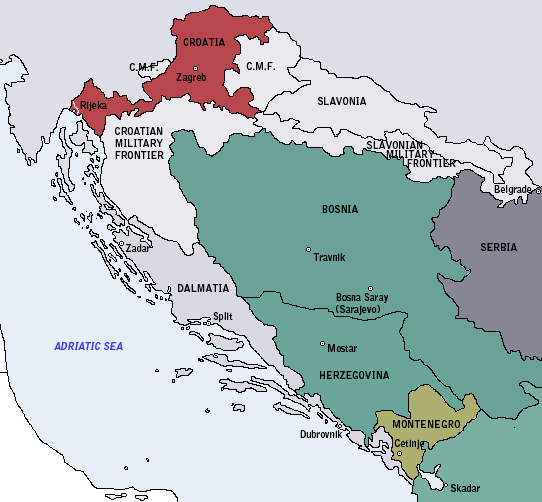
Los territorios de población croata antes del acuerdo de 1868.

Hasta las revoluciones de 1848 en los territorios habsburgo y la notable intervención en ellas del ban croata Josip Jelačić, las tierras croatas del norte estuvieron divididas en dos: el Reino de Croacia y el de Eslavonia; los dos eran tierras de la Corona de los Habsburgo, en tanto que territorios de la Corona de San Esteban y, por tanto, bajo la jurisdicción del Reino de Hungría, aunque en la práctica funcionaban como un solo reino subordinado al Gobierno central de Viena. A partir de 1849, Eslavonia y Croacia continuaron funcionando conjuntamente, y lo funcionarios imperiales se referían a ellas simplemente como el Reino de Croacia-Eslavonia.
El principal territorio de población croata del sur, el Reino de Dalmacia, se formó con la parte meridional de las Provincias Ilirias que el Imperio Habsburgo había arrebatado al francés en 1815; era una unidad administrativa propia de la parte austriaca del imperio.
La unión de Croacia y Eslavonia se verificó como consecuencia del Compromiso austrohúngaro de 1867; ambas siguieron bajo jurisdicción húngara. Levin Rauch fue nombrado ban de Croacia en funciones, sustituyendo en el cargo a Josip Šokčević.
Rauch preparó una nueva ley electoral que fue promulgada por el rey-emperador el 20 de octubre de 1867; redujo el número de diputados que obtenían el cargo por elección a sesenta y seis, mientras que el de los designados por las autoridades aumentó. El Partido Popular apenas obtuvo quince escaños en los comicios celebrados del 19 de noviembre al 23 de diciembre de 1867, mientras que el Partido Unionista de Rauch alcanzó la mayoría en el Sabor. La nueva Cámara surgida de las elecciones aprobó la subordinación de Croacia a Hungría mediante la aceptación del acuerdo (nagodba) del 24 de septiembre de 1868, pese a la oposición de los partidarios de crear una unidad administrativa sudeslava en el imperio.

## Descripción

El acuerdo confirmó la autonomía entre Croacia-Eslavonia (17 en el mapa) y el resto del Reino de Hungría. Dalmacia (5) era el otro reino de amplia población croata dentro de Austria-Hungría.

Se llegó a un acuerdo entre el Parlamento de Hungría, por una parte, y el de Croacia, por otra, para resolver conjuntamente las diferencias constitucionales entre las dos partes. El emperador aprobó el acuerdo y lo promulgó, haciendo de él una ley fundamental tanto de Hungría en su conjunto como de los territorios de Croacia, Eslavonia y Dalmacia.
Según el compromiso, el Parlamento croata eligió a veintinueve diputados (luego cuarenta, tras la reincorporación en Croacia-Eslavonia de la frontera militar croata y de la frontera militar eslavona en 1881) participarían en las sesiones de la Cámara Baja húngara y dos senadores (tres, a partir de 1881) que ingresarían en la Cámara Alta del Parlamento húngaro. Este tenía jurisdicción sobre los asuntos considerados de interés conjunto para Hungría y Croacia-Eslavonia: los militares, comerciales, aduaneros, financieros y de comunicaciones (telégrafos, Correos, ferrocarriles, marina mercante, carreteras).
El acuerdo se refería conjuntamente a Croacia y Eslavonia como el Reino de Croacia-Eslavonia. El artículo 66 llegaba incluso a incluir en esta a Dalmacia, si bien este territorio siguiendo siendo parte de Cisleitania hasta la disolución de Austria-Hungría. Las consecuencias territoriales del acuerdo fueron: la concesión de autonomía a la ciudad y puerto de Rijeka, adscrito al Reino de Hungría (según el artículo 66) y la incorporación de las fronteras militares croata y eslavona al Reino de Croacia-Eslavonia (artículos 65 y 66) en 1881. Pese al acuerdo, la interpretación sobre la situación de Rijeka (Fiume) difería: Croacia  consideraba la ciudad parte de su territorio, mientras que Hungría lo consideraba un territorio autónomo.